# Driemond

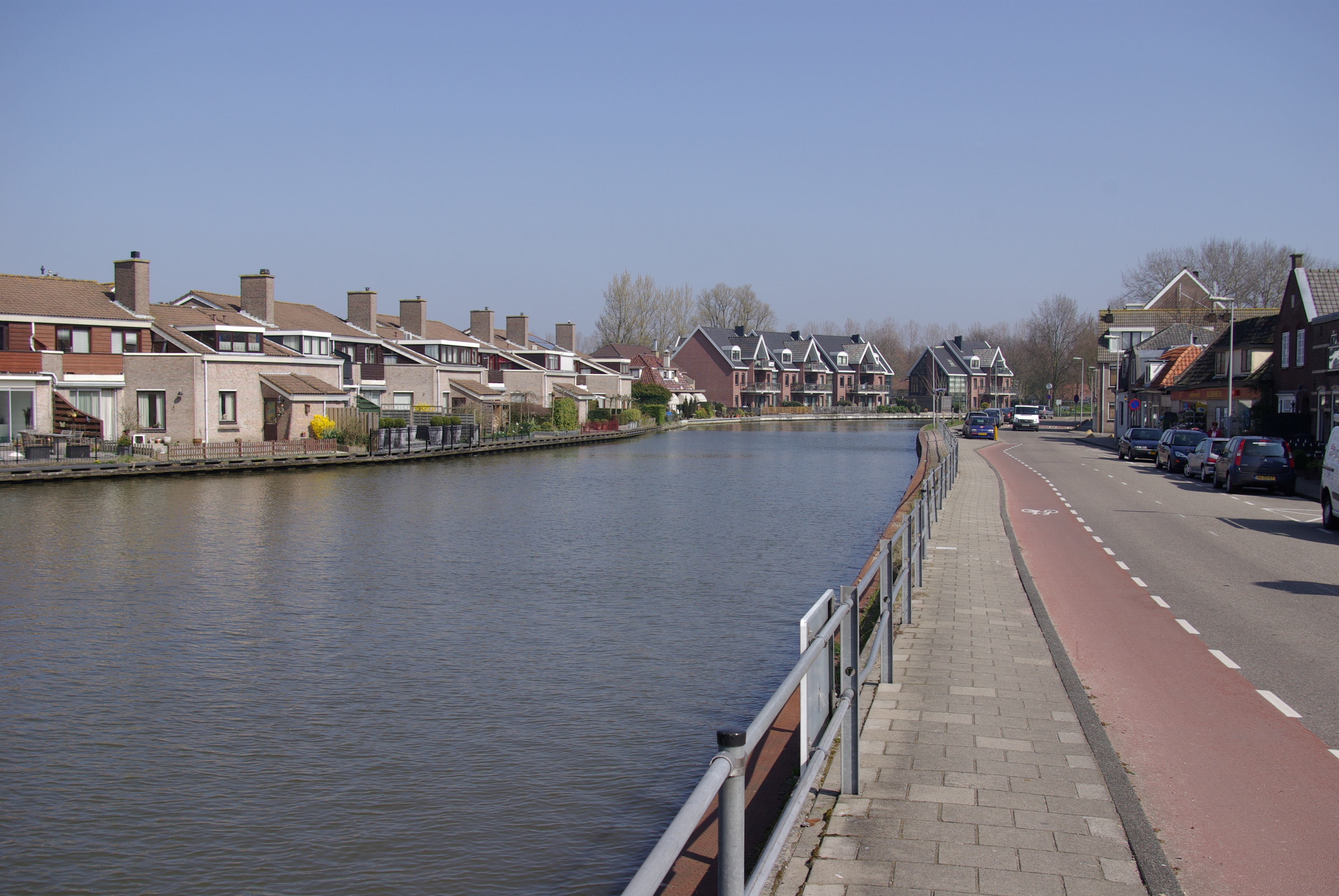
Driemond, langs het Smal Weesp (Gaasp).

Driemond is een dorp in de Nederlandse gemeente Amsterdam in de Nederlandse provincie Noord-Holland. Het telt ongeveer 620 huizen en circa 1.600 inwoners.
Globaal grenst Driemond in het noorden aan het Diemerbos in de Gemeenschapspolder, in het zuiden aan het tot Abcoude (gemeente de Ronde Venen) behorende riviertje Gein, in het Westen aan het Gaasperpark en in het oosten aan het Amsterdam-Rijnkanaal, met aan de overzijde de plaats Weesp.

## Geschiedenis
Tot augustus 1966 was Driemond onderdeel van de gemeente Weesperkarspel. Daarna werd het voorlopig voor 12 jaar aan de gemeente Amsterdam toegewezen om in 1978 definitief te worden geannexeerd. In 1987 werd het een onderdeel van het stadsdeel Amsterdam-Zuidoost. 
De naam Driemond heeft zijn oorsprong in de drie riviertjes die samenkomen bij het dorp: het Gein, de Gaasp en het Smal Weesp. De laatste twee riviertjes maken deel uit van de Weespertrekvaart, die op zijn beurt weer onderdeel is van wat vroeger de Keulsche Vaart werd genoemd. Oorspronkelijk was Driemond een buurtschap binnen de gemeente Weesperkarspel met als naam De Geinbrug. In 1961 kreeg het, gezien de grootte die het inmiddels had gekregen, de status van dorp en veranderde de naam in Driemond.
De naam Driemond bestond al als de naam van een buitenplaats die gelegen was aan het Gein nabij de plaats waar de drie riviertjes samenkomen (waar nu de Begraafplaats Driemond ligt). De fontein van dit statige lustoord bevindt zich in het park Frankendael in de Watergraafsmeer. Verder is er niets meer van over.
De twee vroegere fabrieken van Koninklijke P. Sluis (vogelvoer, 1915-1980) en van Otten (lijnzaadolie) zijn eind jaren 80 vervangen door nieuwbouwwoningen.

### Annexatie door Amsterdam
In juli 1966 vlak voor de annexatie werd de Gaaspstraat nog door de gemeenteraad van Weesperkarspel als eerbetoon vernoemd in de Burgemeester Kasteleinstraat naar de laatste burgemeester van Weesperkarspel, Dirk Kastelein.
Een aantal andere straatnamen die al in de gemeente Amsterdam voorkwamen behielden hun naam. Op 11 augustus 1971 werden alsnog de namen  veranderd. Dit betrof de Schoolstraat, Geinstraat, Vechtstraat, Rijnstraat en Merwedestraat. Na een enquête door de dorpsraad Driemond in 1970 onder de bevolking werden de namen door de gemeente veranderd in: Jaargetijden, Zomerstraat, Herfststraat, Winterstraat en Lentestraat. Het Zandpad bestond ook in Amsterdam en is gewijzigd in Zandpad-Driemond om verwarring te voorkomen. 

Het Driemondse deel van het Smal Weesp, dat door het Amsterdam-Rijnkanaal wordt gescheiden van het groter deel van het Smal Weesp in de plaats Weesp, wordt door de gemeente Amsterdam beschouwd als deel van de Gaasp. Over dit water ligt een brug zonder officiële naam die bekend staat als de Brug Driemond.

### Hereniging met Weesp
Per 24 maart 2022 is de gemeente Weesp opgegaan in de gemeente Amsterdam en vormt zij samen met Driemond een nieuw stadsgebied binnen die gemeente met een eigen bestuurscommissie en 'status aparte'.

## Faciliteiten
Het dorp kent diverse sportverenigingen, zoals SV Geinburgia, Driemond Fit en schaatsclub Gein en omstreken (met een natuurijsbaan). Verder vindt men in Driemond een basisschool, een peuterspeelzaal, de speeltuinvereniging Disneyland, met Seniorensoos, een snackbar, een dorpscafé, een brandweerkazerne (genaamd Maxima), een begraafplaats, twee garagebedrijven en een aannemer. Net buiten Driemond, tegen het Diemerbos aan liggen twee tuincomplexen, Volkstuinvereniging Linnaeus en Tuinvereniging Frankendael.
Het kengetal voor de telefoon is niet 020, zoals in de rest van Amsterdam, maar 0294 (zoals in Weesp).

## Bereikbaarheid
Bij de kruising van het Gein en de Gaasp, bij de Geinbrug, bevindt zich de enige bushalte van het dorp waar lijn 49 van het GVB stopt en een verbinding geeft met Weesp en Amsterdam Bijlmer-Arena, alleen maandag tot en met vrijdag overdag. Buiten deze tijden kent Driemond geen openbaar vervoer meer. Alleen op zaterdag overdag is er nog een alternatief met buurtbuslijn 522 van Syntus die op de Kanaaldijk aan de overzijde van het Amsterdam-Rijnkanaal, op 8 minuten loopafstand van het dorp, een halte heeft en een verbinding geeft met Station Weesp of Nigtevecht.

## Zie ook

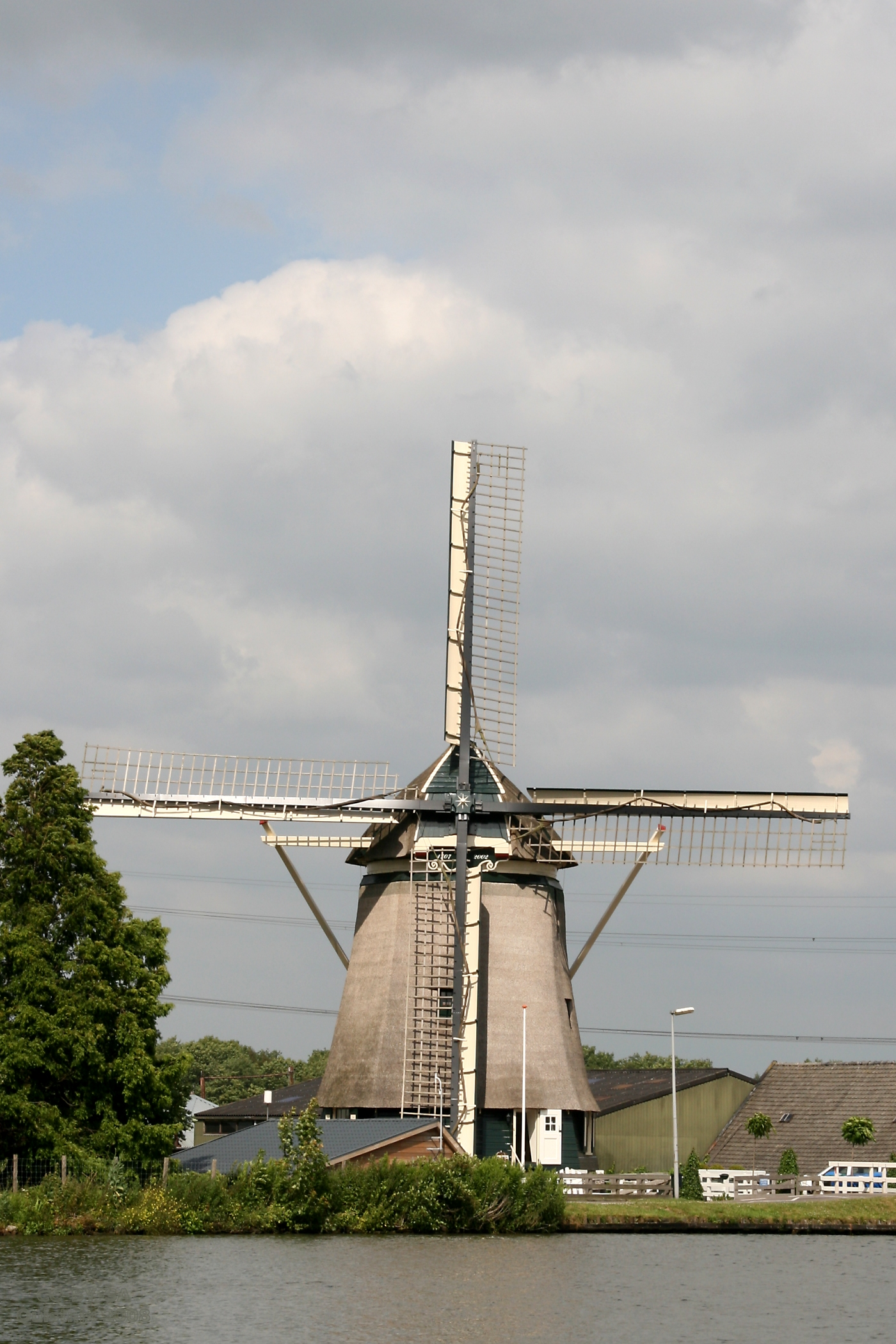
Gemeenschapsmolen aan de Lange Stammerdijk, bij Driemond
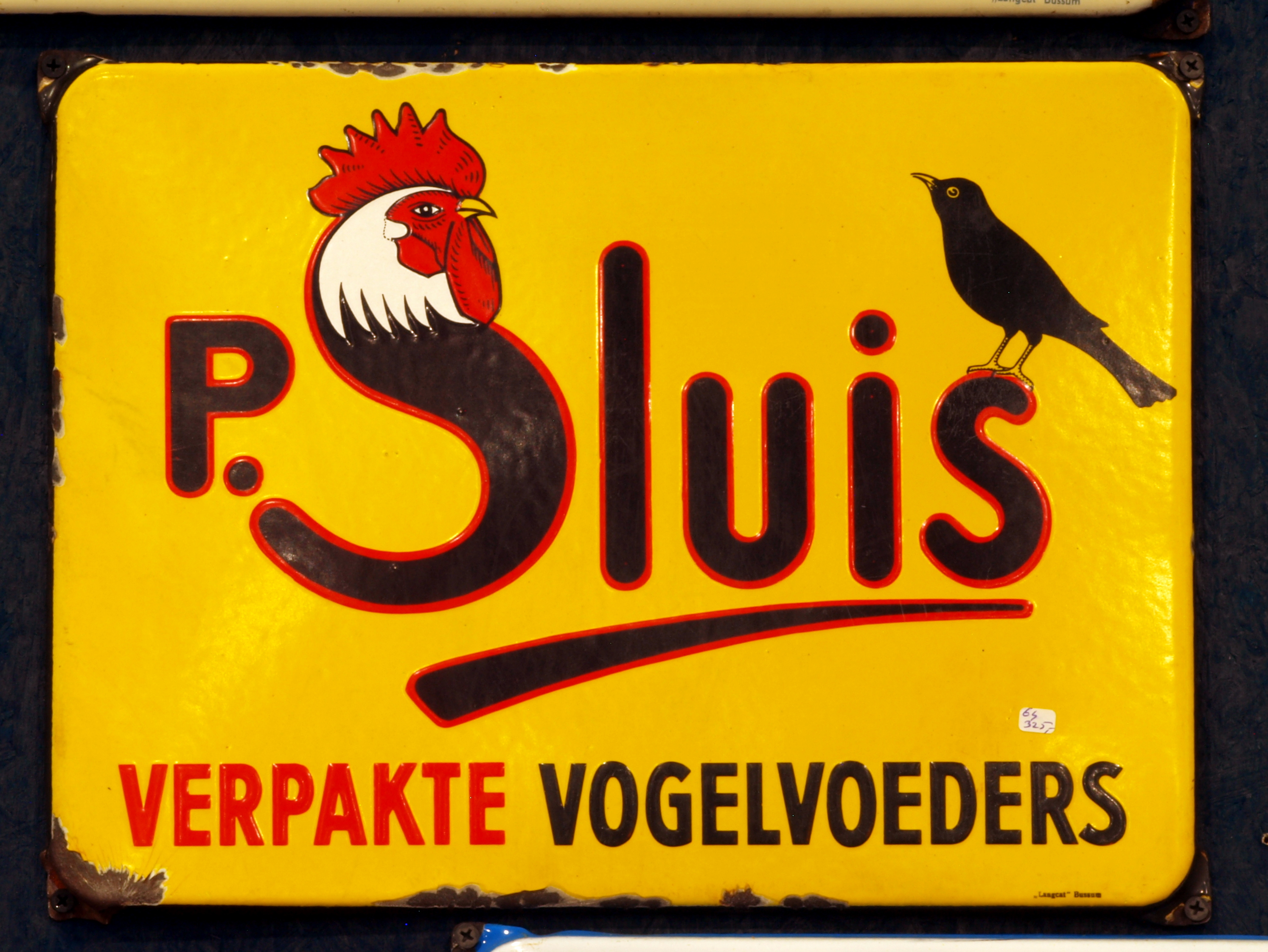
Het beeldmerk van P Sluis, de grootste en bekendste werkgever in Driemond in de 20e eeuw
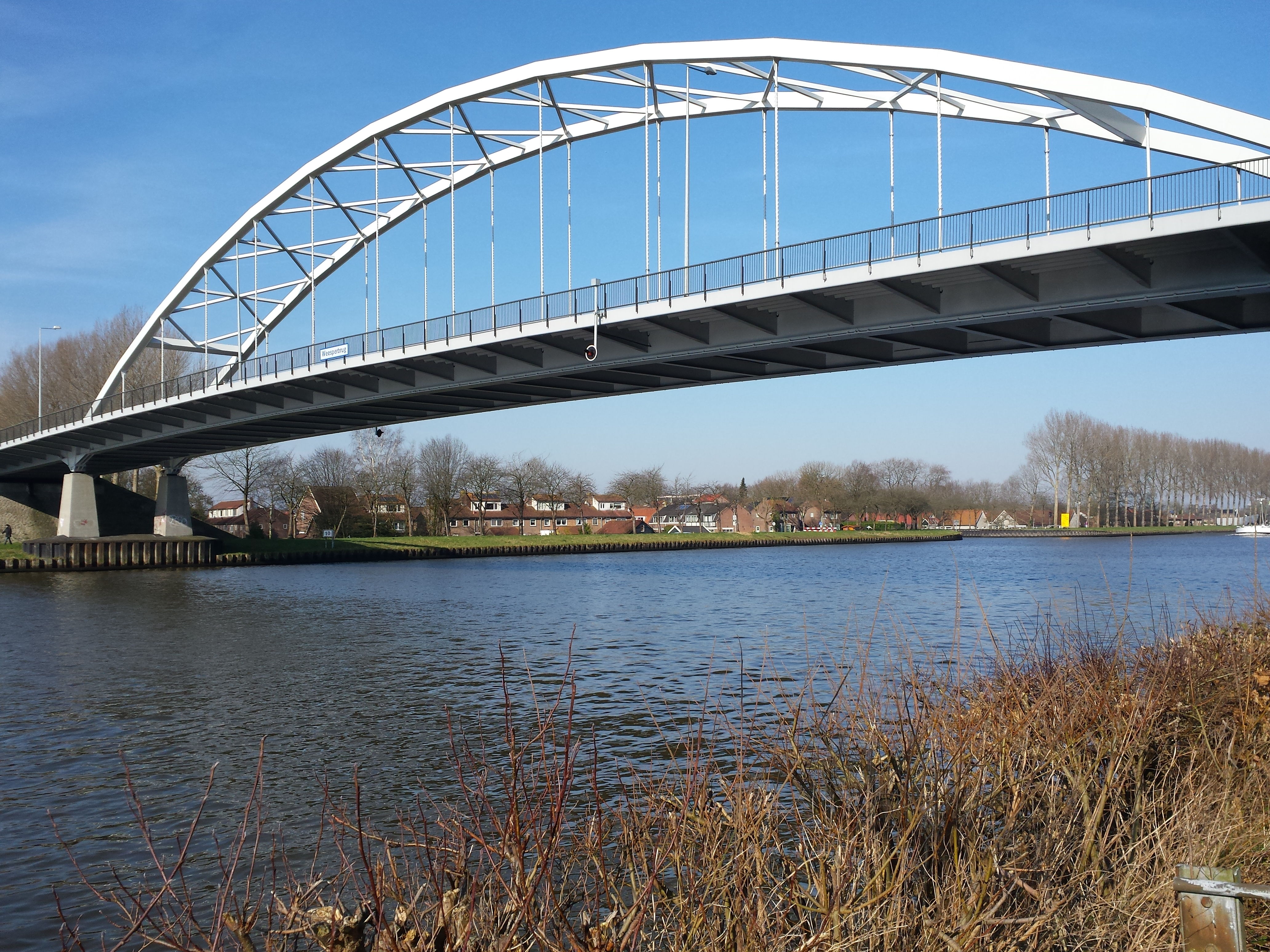
De Weesperbrug over het Amsterdam-Rijnkanaal